# NGC 863
NGC 863 este o galaxie spirală situată în constelația Balena. A fost descoperită în 6 ianuarie 1785 de către William Herschel. Se află la o distanță de 113,7 megaparseci de Pământ.